# Холл, Джон (политик)
Сэр Джон Холл (англ. John Hall; ок. 18 декабря 1824 — 25 июня 1907) — новозеландский политик, 12-й премьер-министр Новой Зеландии, мэр Крайстчерча.

## Ранние годы
Холл родился в городке Кингстон-апон-Халл в Англии. Прочитав книгу о разведении овец, он решил переехать в Новую Зеландию, куда он прибыл 31 июля 1852 года на корабле Samarang. Он создал одно из первых крупных овцеводческих хозяйств в Кентербери.

## Политическая карьера
В 1853 году он был избран в совет провинции Кентербери. Затем он стал членом магистрата и первым председателем городского совета Крайстчерча (должность, которая предшествовала посту мэра, в 1862 и 1863 годах), а также возглавлял почтовое ведомство.
В 1855—1860, 1866—1870, 1871—1872, 1879—1883, 1887—1893 — депутат парламента.

## Премьер-министр
8 октября 1879 года был назначен премьер-министром. Его правительство провело реформу избирательного права, расширив круг избирателей, но голосовать, по-прежнему могли только мужчины. Также при нём был урегулирован конфликт между поселенцами и маори в Парихаке. Однако, пробыв на посту менее трёх лет он был вынужден уйти в отставку по состоянию здоровья.

## После отставки

### Женское избирательное право
Холл испытывал горячий интерес к вопросу о правах женщин. Он выступил в поддержку законопроекта предоставляющего женщинам право голоса, и в 1893 году Новая Зеландия стала первой страной в мире, в которой женщины смогли голосовать на выборах. С 1 ноября 1906 по 15 апреля 1907 года Холл стал почётным мэром Крайстчерча на время проведения Международной выставки в Новой Зеландии. Вскоре после завершения выставки он скончался в Крайстчерче.
Одна из его внучек Мэри Григг позже стала депутатом парламента от Национальной партии.